# Kosakfyrsten
Kosakfyrsten er en dansk stum historisk dramafilm fra 1910 produceret af Nordisk Filmskompagni. Filmens instruktør er ukendt.
Filmen blev produceret 1 1910 og havde dansk biografpremiere den 13. februar 1911 i Biograf-Teatret i Aarhus. Den blev i tysktalende lande distribueret som Der Kosakenfürst og i engelsktalende lande som The Cossack Duke. 

## Handling
Generalens smukke datter Anna og den unge løjtnant Cernieff er forelskede. Generalen nægter dog nægter at give sin eneste datter væk til en mand uden formue, og den ulykkelige Anna betror sig til fyrstinden, som indvilliger i at overlevere et brev til Cernieff. Dette ser fyrsten, og da han får fingrene i den usignerede kærlighedserklæring tror han, at hans hustru har en affære med den unge løjtnant. Cernieff smides i fangekælderen og dømmes til døden.

## Medvirkende
- Alwin Neuss - Fyrsten
- Alfi Zangenberg - Fyrstinden
- Otto Lagoni - Generalen
- Ellen Kornbeck - Generalens datter
- Einar Zangenberg - Løjtnanten
- Franz Skondrup